# Glockenklang
Die Glockenklang GmbH ist ein deutscher Hersteller von Verstärkern, PA-Geräten und Bass-Elektroniken für Musiker. Glockenklang hat ihren Sitz in Herford und gehört zu den größeren Herstellern von E-Bass-, PA-, Disco-, DJ- und Studio-Equipment der gehobenen Preisklasse. Besonders die Glockenklang-Bassverstärker und -Boxen sind bei E-Bassisten beliebt.

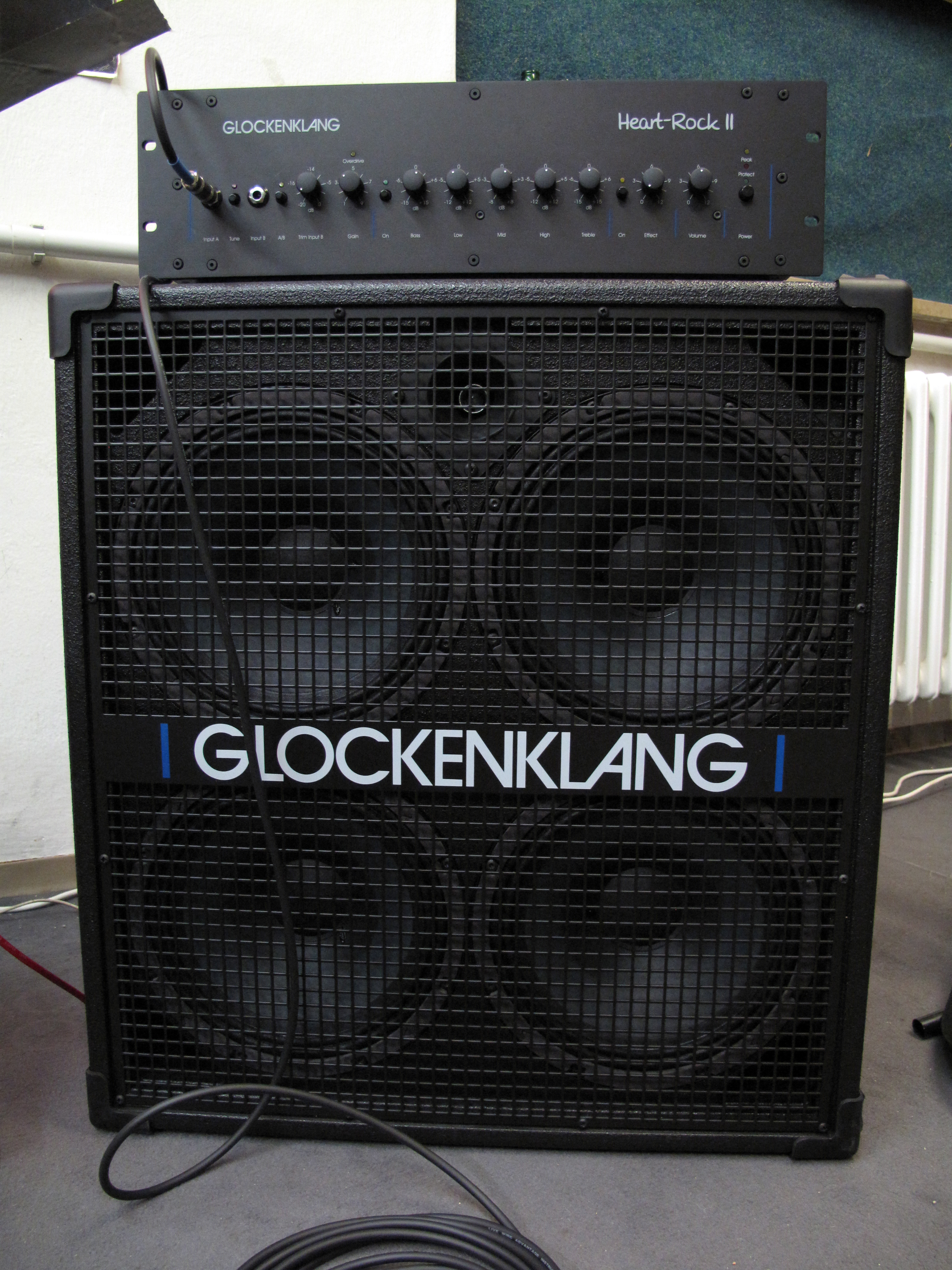
Heart-Rock-II-Bass-Verstärker und Quattro-4×10"-Bass-Lautsprechersystem

## Produkte und Anwender
Die Glockenklang-Bugatti-Endstufen entwickelte die Firma für die Erfordernisse des Studioeinsatzes. Die Endstufen arbeiten ohne Lüfter und haben einen Rauschabstand von bis zu 103 dB. Des Weiteren fertigt das Unternehmen Elektronik für Bass-Gitarren sowie Installationen für Studios, Clubs und Veranstaltungshallen.
Zahlreiche prominente Musiker verwenden im Rahmen eines Endorsements die Geräte der Firma. Dazu zählen unter anderem der Rammstein-Bassist Oliver Riedel, die Jazzmusiker Dieter Ilg, Kai Eckhardt, Christian McBride und Hellmut Hattler sowie Musikproduzenten, wie Michael Beinhorn.
Des Weiteren setzen bekannte Hersteller, wie beispielsweise Sandberg Guitars, EMG oder Aguilar-Glockenklang-Komponenten als Referenz ein.